# تصفيات بطولة الكونكاكاف 1989
دخل 16 منتخب من اتحاد أمريكا الشمالية تصفيات بطولة الكونكاكاف 1989، ولكن رفضت الفيفا دخول بليز بسبب الدين البارز.
يوجد جولتان من المبارايات:
- الدور الأول: منتخبات كندا و‌هندوراس و‌السلفادور و‌الولايات المتحدة و‌المكسيك، والتي تعد المنتخبات الأفضل من حيث التصنيف طبقًا للفيفا، صعدت للدور الثاني مباشرةً. المنتخبات العشر المتبقية اجتمع كل منتخبين منها للعب مبارايات خروج المغلوب ذهابًا وإيابًا. سيتقدم الفائزون للجولة الثانية.
- الدور الثاني: اجتمع كل منتخبين من العشرة منتخبات للعب مبارايات خروج المغلوب ذهابًا وإيابًا. سيتأهل الفائزون للبطولة.

## دور الكونكاكاف الأول
| غيانا | 0–4 | ترينيداد وتوباغو                 |
| ----- | --- | -------------------------------- |
|       |     | إليوت ألين · فوستين · ليك · سكين |

| ترينيداد وتوباغو | 1–0 | غيانا |
| ---------------- | --- | ----- |
| كورنيل 68'       |     |       |

ترينيداد وتوباغو تأهلت إلى الدور الثاني، بنتيجة إجمالية 5–0.
| كوبا | 0–1 | غواتيمالا |
| ---- | --- | --------- |
|      |     | لوبيز 44' |

| غواتيمالا         | 1–1 | كوبا        |
| ----------------- | --- | ----------- |
| بيريز 68' (ركلة.) |     | غونزالز 40' |

غواتيمالا تأهلت إلى الدور الثاني، بنتيجة إجمالية 2–1.
| جامايكا           | 1–0 | بورتوريكو |
| ----------------- | --- | --------- |
| بروكس 10' (ركلة.) |     |           |

| بورتوريكو       | 1–2 | جامايكا        |
| --------------- | --- | -------------- |
| دي لا كامبا 52' |     | أنغلن 32'، 78' |

جامايكا تأهلت إلى الدور الثاني، بنتيجة إجمالية 3–1 .
| أنتيغوا وباربودا | 0–1 | جزر الأنتيل الهولندية |
| ---------------- | --- | --------------------- |
|                  |     | روفينا                |

| جزر الأنتيل الهولندية          | 3–1 (ب.و.إ) | أنتيغوا وباربودا |
| ------------------------------ | ----------- | ---------------- |
| روفينا 104' 118' · روسينا 120' |             | إدواردز 38'      |

الأنتيل الهولندية تأهلت إلى الدور الثاني، بنتيجة إجمالية 4–1.
| كوستاريكا | 1–1 | بنما        |
| --------- | --- | ----------- |
| خارا 26'  |     | مندييتا 17' |

| بنما | 0–2 | كوستاريكا               |
| ---- | --- | ----------------------- |
|      |     | كاياسو 1' · ميدفورد 71' |

كوستاريكا تأهلت إلى الدور الثاني، بنتيجة إجمالية 3–1 .

## دور الكونكاكاف الثاني
| جزر الأنتيل الهولندية | 0–1 | السلفادور  |
| --------------------- | --- | ---------- |
|                       |     | غارسيا 53' |

| السلفادور                                              | 5–0 | جزر الأنتيل الهولندية |
| ------------------------------------------------------ | --- | --------------------- |
| كوريس 5' · ك. زاباتا · غارسيا 35' · ل. زاباتا 58'، 68' |     |                       |

السلفادور تأهلت، بنتيجة إجمالية 6–0.
| جامايكا | 0–0 | الولايات المتحدة |
| ------- | --- | ---------------- |
|         |     |                  |

| الولايات المتحدة                                        | 5–1 | جامايكا     |
| ------------------------------------------------------- | --- | ----------- |
| بليس 18' · هـ. بيريز 68' · كلوباس 76'، 85' · كرامبي 78' |     | سترلينغ 54' |

الولايات المتحدة تأهلت، بنتيجة إجمالية 5–1.
| ترينيداد وتوباغو | 0–0 | هندوراس |
| ---------------- | --- | ------- |
|                  |     |         |

| هندوراس    | 1–1 | ترينيداد وتوباغو |
| ---------- | --- | ---------------- |
| فلوريس 20' |     | تشارلز 56'       |

النتيجة الإجمالية كانت تعادل إيجابي 1–1، ومع ذلك تأهلت ترينيداد وتوباغو بأهداف خارج الديار.
| كوستاريكا | لم تُلعب 1 | المكسيك |
| --------- | --------- | ------- |
|           |           |         |

1 أُلغي التعادل وتأهلت كوستاريكا للدور النهائي بسبب حرمان المكسيك من المشاركة بعد إيقافها بسبب إيفاد لاعبين فوق السن أثناء بطولة الكونكاكاف تحت 20 سنة 1988.
| غواتيمالا         | 1–0 | كندا |
| ----------------- | --- | ---- |
| بيريز 20' (ركلة.) |     |      |

| كندا                                | 3–2 | غواتيمالا                   |
| ----------------------------------- | --- | --------------------------- |
| ميتشيل 63'، 83' (ركلة.) · بريدج 88' |     | بانياغوا 7' · كاستانيدا 37' |

النتيجة الإجمالية كانت تعادل إيجابي 3–3، ومع ذلك تأهلت غواتيمالا بأهداف خارج الديار.

## الهدافون
3 أهداف
| - ريموندو روفينا |

هدفان
| - دالي ميتشيل - ريكاردو غارسيا | - لويس راميريز زاباتا - بايرون بيريز | - وينستون أنغلن - فرانك كلوباس |

هدف وحيد
| - إيان بريدج - خوان كاياسو - كلاوديو خارا - هيرنان ميدفورد - بريفادو كوريس - كارلوس زاباتا - كارلوس كاستانيدا - خوان مانويل لوبيز | - أدان بانياغوا - خوان ألبرتو فلوريس - ديف بروكس - ألتون سترلينغ - شوربي روسينا - هتسون تشارلز - أنطون كورنيل - بول إليوت ألين | - مارفين فوستين - جيفري ليك - دكستر سكين - برايان بليس - بول كرامبي - هوغو بيريز |